# NGC 1169
NGC 1169 je spirální galaxie s příčkou v souhvězdí Persea. Její zdánlivá jasnost je 11,3m a úhlová velikost 4,0′ × 2,6′. Je vzdálená 112 milionů světelných let, průměr má 130 000 světelných let. Galaxii objevil 11. prosince 1786 William Herschel.